# Basirhat
Basirhat è una suddivisione dell'India, classificata come municipality, di 113.120 abitanti, situata nel distretto dei 24 Pargana Nord, nello stato federato del Bengala Occidentale. In base al numero di abitanti la città rientra nella classe I (da 100.000 persone in su).

## Geografia fisica
La città è situata a 22° 39' 26 N e 88° 53' 39 E e ha un'altitudine di 5 m s.l.m..

## Società

### Evoluzione demografica
Al censimento del 2001 la popolazione di Basirhat assommava a 113.120 persone, delle quali 57.876 maschi e 55.244 femmine. I bambini di età inferiore o uguale ai sei anni assommavano a 11.493, dei quali 5.831 maschi e 5.662 femmine. Infine, coloro che erano in grado di saper almeno leggere e scrivere erano 83.865, dei quali 45.687 maschi e 38.178 femmine.